# Panzeria genalis
Panzeria genalis är en tvåvingeart som först beskrevs av Daniel William Coquillett 1897.  Panzeria genalis ingår i släktet Panzeria och familjen parasitflugor. Inga underarter finns listade i Catalogue of Life.